# Surinamische Badmintonmeisterschaft 2014
Die Surinamische Badmintonmeisterschaft 2014 fand vom 8. bis zum 9. November 2014 in Paramaribo statt. 

## Sieger und Platzierte
| Disziplin    | Gold                                   | Silber                                 | Bronze                            |
| ------------ | -------------------------------------- | -------------------------------------- | --------------------------------- |
| Herreneinzel | Virgil Soeroredjo                      | Sören Opti                             | Mitchel Wongsodikromo             |
| Herreneinzel | Virgil Soeroredjo                      | Sören Opti                             | Gilmar Jones                      |
| Dameneinzel  | Crystal Leefmans                       | Santusha Ramzan                        | Rugshaar Ishaak                   |
| Dameneinzel  | Crystal Leefmans                       | Santusha Ramzan                        | Danielle Melchiot                 |
| Herrendoppel | Redon Coulor Irfan Djabar              | Mitch Nai Chung Tong Virgil Soeroredjo | Alrick Toney Alroy Toney          |
| Herrendoppel | Redon Coulor Irfan Djabar              | Mitch Nai Chung Tong Virgil Soeroredjo | Dylan Darmohoetomo Sören Opti     |
| Damendoppel  | Crystal Leefmans Priscille Tjitrodipo  | Rugshaar Ishaak Santusha Ramzan        | Sherifa Jameson Shemara Lindveld  |
| Mixed        | Mitchel Wongsodikromo Crystal Leefmans | Sören Opti Santusha Ramzan             | Gilmar Jones Priscille Tjitrodipo |
| Mixed        | Mitchel Wongsodikromo Crystal Leefmans | Sören Opti Santusha Ramzan             | Alroy Toney Sherifa Jameson       |